# Baie de Bantry
Ne doit pas être confondu avec Bantry Bay.
La baie de Bantry, en anglais Bantry Bay, est une baie située en Irlande dans le comté de Cork. La baie s'étend sur environ 35 km dans un axe nord-est sud-ouest. Sa largeur est d'environ 3 à 4 km en fond de baie, et de 10 km à son entrée.

## Géographie
La baie de Bantry est un port naturel vaste et profond. C'est l'une des baies du sud-ouest de l'Irlande entrant le plus profondément dans les terres. Au nord, la péninsule de Beara sépare la baie de Bantry de la baie de Kenmare. Au sud-est, la péninsule de Sheep's Head la sépare de la baie de Dunmanus). Les principales îles de la baie sont Bere Island et Whiddy Island. Bere Island est située près de l'entrée de la baie, du côté nord, en face du village de Curryglass, et de Castletown Bearhaven. La ville de Rerrin est la plus grande ville de l'île. Le village de Ballynakilla se trouve aussi sur cette île. Whiddy Island est une île située au fond de la baie, près de la rive sud, elle abrite le principal terminal pétrolier d'Irlande.

## Histoire

### Rébellion de 1796

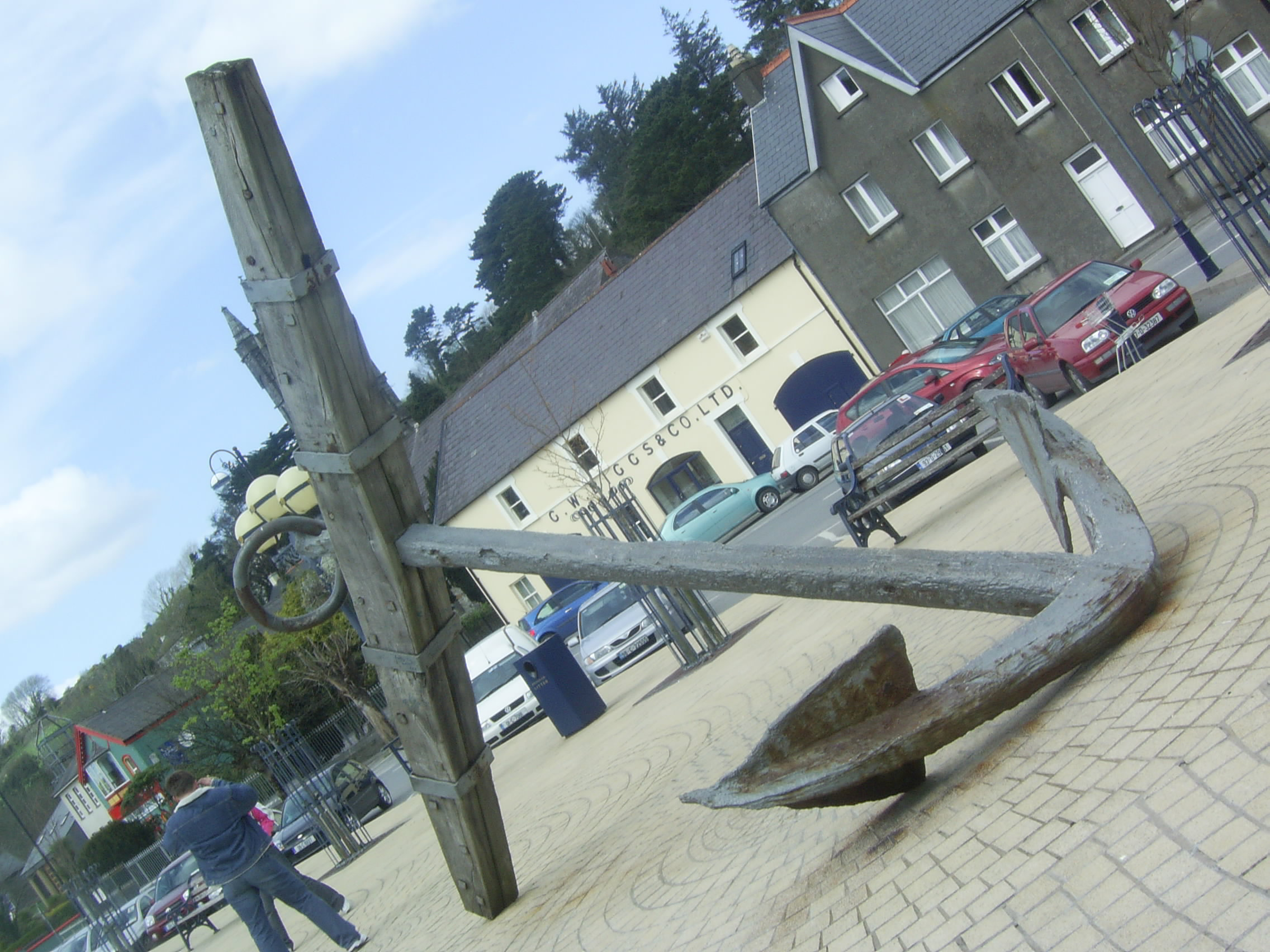
Ancre d'un navire de la flotte française de 1796, découverte au nord-ouest de Whiddy island en 1981.

La ville de Bantry, au fond de la baie, est associée à la rébellion irlandaise de 1796. En décembre 1796, une flotte française est envoyée pour soutenir le soulèvement irlandais, et Theobald Wolfe Tone faisait partie de l'expédition. La flotte française, composée de 43 navires transportant 15 000 hommes, était divisée en petits groupes afin d'éviter l'interception par la Royal Navy, et devait se reformer dans la baie de Bantry. Le gros de la flotte y parvint malgré des conditions climatiques très difficiles, mais plusieurs navires furent retardés, dont le fleuron de la marine française, le Fraternité, transportant le général Hoche. Le mauvais temps persistant (empêchant tout débarquement), l'absence de commandement et la menace d'être pris au piège dans cette baie, firent que la flotte décida de faire demi-tour en direction de la France. Theobald Wolfe Tone écrivit dans son journal : « Nous étions assez près pour pouvoir jeter un biscuit à terre. » (« We were close enough to toss a biscuit ashore. ») Cet échec marqua l'histoire de l'île, et une place de Bantry porte aujourd'hui le nom de Wolfe Tone, en mémoire de cet épisode symbolique. Une deuxième expédition d'Irlande en 1798 entrainera la mort de Wolfe Tone.

### Yole de Bantry

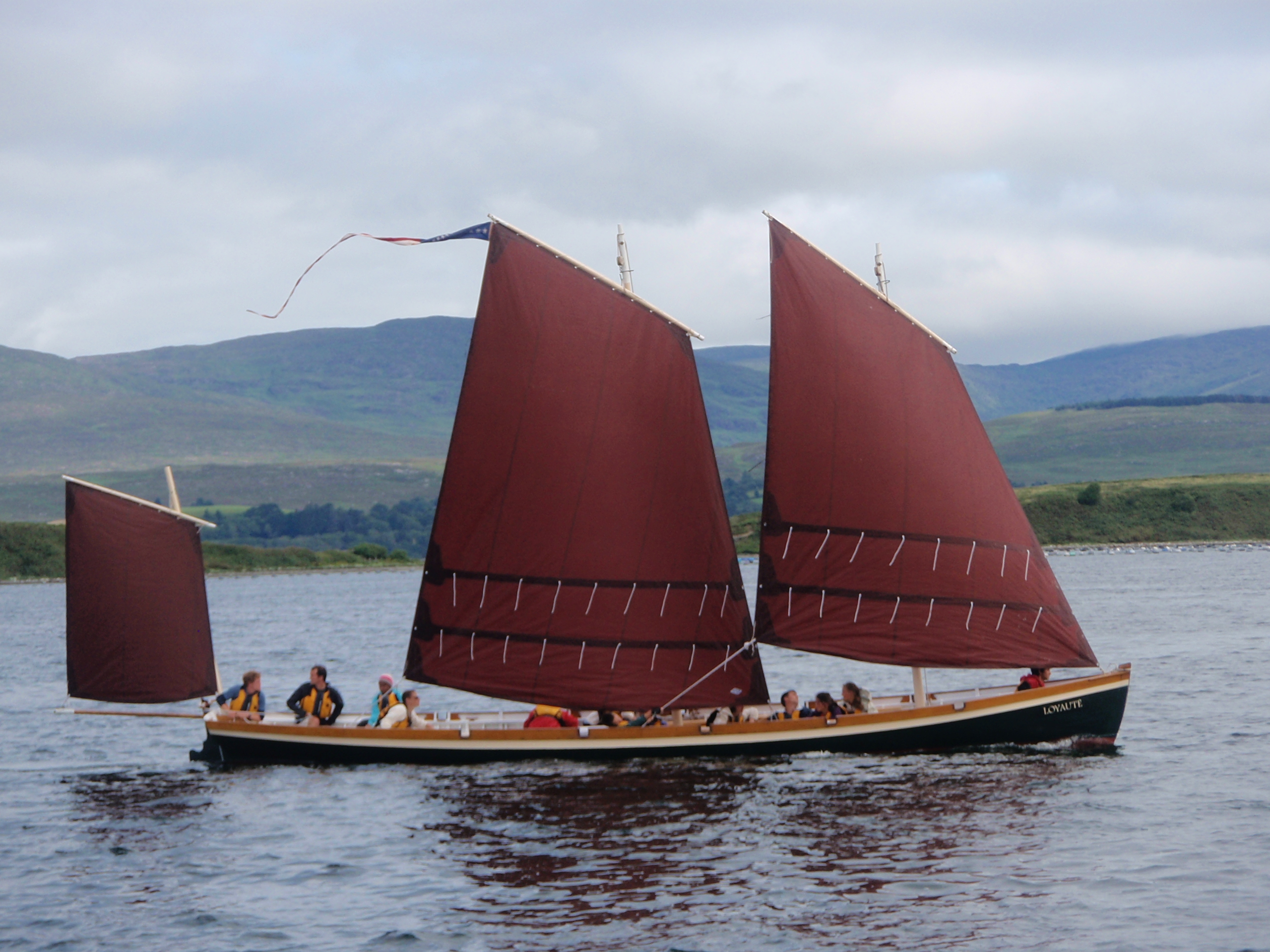
Une Yole de Bantry en Baie de Bantry.

Une yole française, capturée lors de cette expédition ratée, a été conservée dans un château de Bantry de 1796 à 1944, date à laquelle elle est offerte au Musée national d'Irlande. En 1977, elle est prêtée à l'Institut maritime de l'Irlande qui l'expose au National Maritime Museum of Ireland, à Dún Laoghaire, jusqu'en 2003. Restaurée au musée de Liverpool, pour un coût de 50 000 €, elle est maintenant exposée au Musée national d'Irlande depuis 2007. Elle a servi de modèle pour la construction des yoles de Bantry actuelles.

### La catastrophe du Bételgeuse

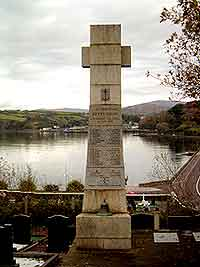
Betelgeuse memorial

Le 8 janvier 1979, 50 personnes sont tuées quand le pétrolier français Bételgeuse (pétrolier), propriété et exploité par le groupe français Total (entreprise) prend feu au cours d'une opération de déchargement au terminal pétrolier de Whiddy Island. L'incendie s'aggrave et le pétrolier explose, se brisant en trois morceaux, faisant 50 victimes dont la totalité de l'équipage français. 
En 1981, au cours des recherches sonar dans la baie visant à repérer les débris de la Bételgeuse, l'épave de la frégate française Surveillante est retrouvée. Cette frégate s'était sabordée pendant une tempête au nord de Whiddy Island, le 2 janvier 1797.